# Линия 2 (Каракасский метрополитен)
Линия 2(исп. Línea 2) — линия Каракасского метрополитена.
Проходит от центра на юго-запад, имеет 11 станций. Цвет линий — зелёный, длина линии — 18,6 км. Самая напряжённая станция — «Эль-Силенсио», является пересадочной с Линии 2 на Линию 1.
Линия проходит под улицами, кроме перегона «Артигас» — «Ла-Ягуара».

## Станции и описание линии
Линия проходит под улицами Авенида Сур, Авенида Сан Мартин, далее между станциями «Артигас» и «Ла-Пас» перестраивается на Авенида Ла Пас, дальше между станциями «Ла-Пас» и «Ла-Ягуара» перестраивается на Авенида Интеркомуналь де Антимано, далее вдоль Аутописта Франциско Фахардо перед станцией «Мамера» метро выходит на улицу и сама «Мамера» — наземная, далее примерно через километр поворачивает на Авенида Принсипаль де Карикуао и проходит вдоль этой дороги и так до конечной станции «Соологико».
- Участок «Мамера» — «Карикуао» наземный.
- Участок «Карикуао» — «Соологико» надземный.
- Участок «Капучинос» — «Мамера» проходят вместе с Линией 4.
- 6 ноября 1988 года открыт участок «Эль-Силенсио» — «Лас-Адхунтас» (участок «Мамера» — «Лас-Адхунтас» был в составе Линии 2 с 1988 по 18 июля 2006 года) с 11-ю станциями, длина участка — 18,6 км.
- 18 июля 2006 года открыт второй путь участка «Эль-Силенсио» — «Капучинос» (с 1988 по 2006 год движение на данном участке был челночным).
- 1 августа 2006 года открыт участок «Мамера» — «Соологико», с вводом 2-х новых станций.
- «Эль-Силенсио»
- «Капучинос»
- «Матернидад»
- «Артигас»
- «Ла-Пас»
- «Ла-Ягуара»
- «Карапита»
- «Антимано»
- «Мамера»
- «Руис Пинеда»
- «Лас-Адхунтас»
- «Карикуао»
- «Соологико»

## Галерея

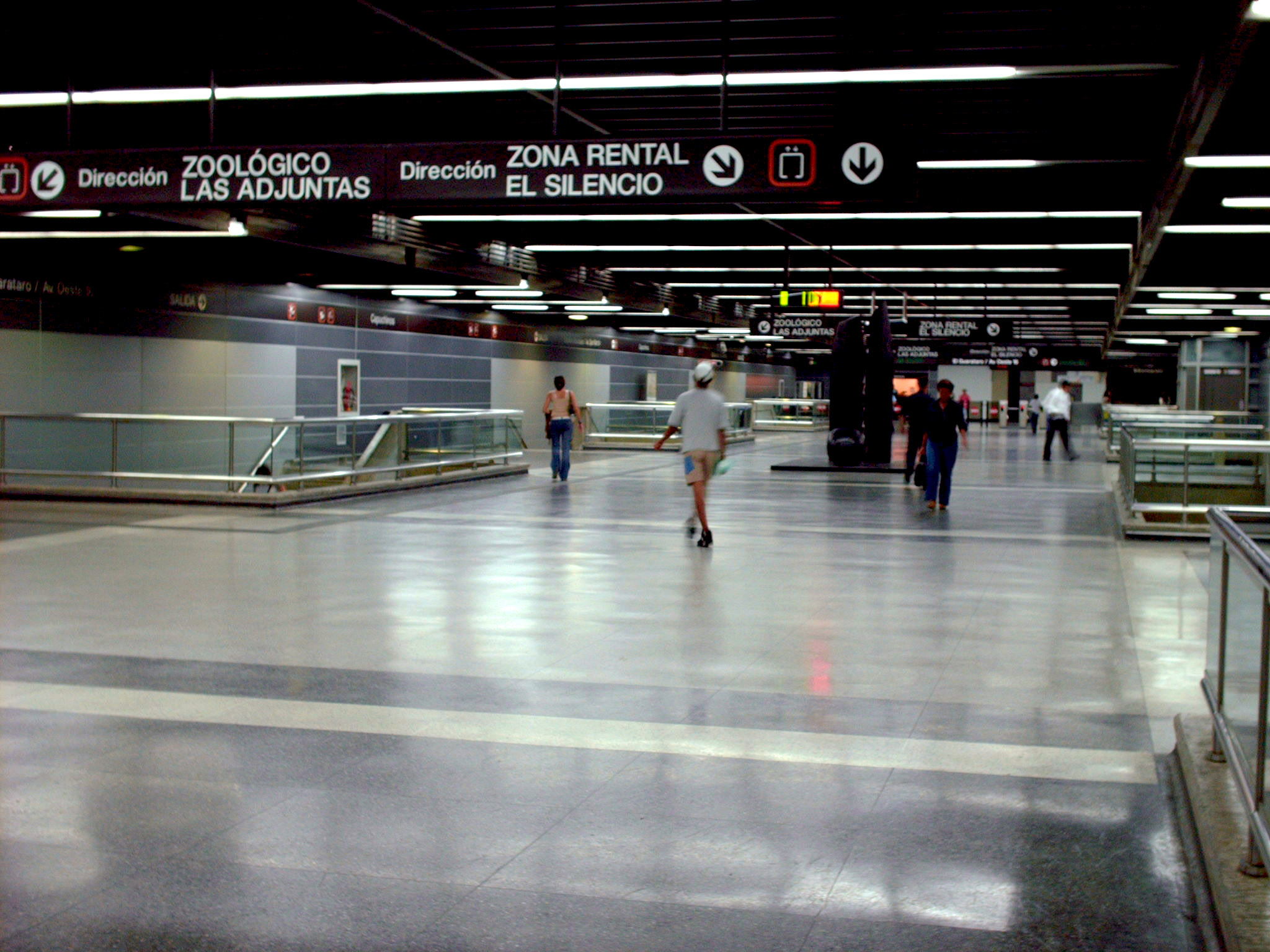
станция «Капучинос»
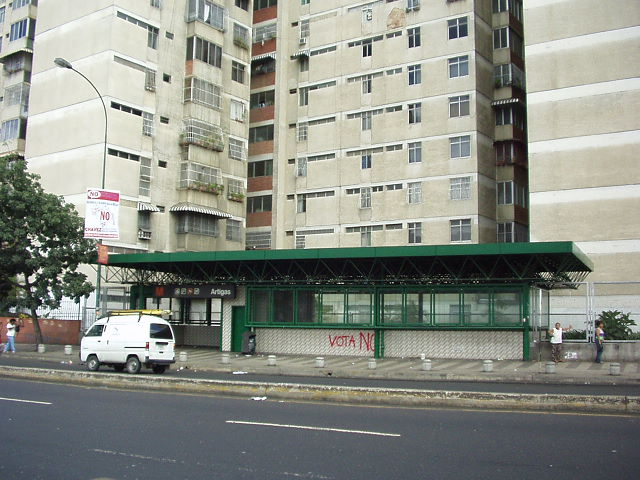
вход на станцию «Артигас»